# Chthonian
Chthonian är ett black/death metal-band från Finland och som grundades år 1998 i Jakobstad.

## Medlemmar
Nuvarande medlemmar
- Mathias Lillmåns – sång, basgitarr (även med i Finntroll)
- Jonas Frilund – gitarr
- Markus Rosenberg – trummor (även med i Darkempire)
- Staffan Holmnäs – gitarr

## Diskografi
Demo
- 2006 – Chthonian

Studioalbum
- 2007 – Of Beatings and the Silence in Between
- 2010 – The Preachings of Hate Are Lord